# DVB-T2

Logo di DVB-T2

Diffusione in Europa dello standard DVB-T2 (in blu scuro) rispetto allo standard DVB-T (in blu chiaro), nel 2022

Il DVB-T2, abbreviazione per Digital Video Broadcasting - 2° Generation Terrestrial, nelle telecomunicazioni è un'estensione dello standard DVB-T del consorzio europeo DVB per una modalità di trasmissione televisiva digitale terrestre.
A differenza del precedente è un contenitore aperto, in cui possono essere inglobati differenti sistemi di codifica: MPEG-4 H.264/AVC (in uso in tutti i canali HD a fine 2022), il più recente ed efficiente MPEG-H H.265/HEVC ed altri futuri.

## Storia
Nel marzo 2006 il DVB decise di migliorare lo standard DVB-T, tanto che nel giugno del 2006 venne creato il gruppo di studio TM-T2 (Technical Module on Next Generation DVB-T, modulo tecnico sul DVB-T di prossima generazione) all'interno del gruppo DVB, al fine di sviluppare uno schema di modulazione avanzato adottabile da uno standard televisivo digitale terrestre di seconda generazione, con il nome di DVB-T2.

## Caratteristiche
In base ai requisiti commerciali e tecnologici proposti nell'aprile del 2007, la prima fase del DVB-T2 sarà destinata a fornire la miglior ricezione possibile a ricevitori stazionari (fissi) e portatili (cioè unità trasportabili, ma non completamente mobili) usando gli apparati d'antenna attuali, mentre una seconda e terza fase studieranno metodi per raggiungere bit rate più alti (con nuovi tipi d'antenna) e il problema dei ricevitori mobili. Il nuovo sistema sarebbe in grado di fornire un aumento minimo del 30% in termini di bit rate utile, a pari condizioni di canale trasmissivo usato per il DVB-T.
Le tecnologie utilizzate, a grandi linee, saranno le seguenti:
- Codici a correzione d'errore di tipo LDPC/BCH, in accordo con quanto già avviene nello standard satellitare DVB-S2
- Opzione di utilizzo di sistemi MIMO o a diversità d'antenna
- Metodiche per ridurre la potenza di picco irradiata all'antenna trasmittente
- Più di 8 000 portanti: 16 000 e 32 000 portanti permetteranno di minimizzare l'overhead di prefisso ciclico su reti a frequenza singola (nei documenti citati si prospetta un incremento del 50% in termini di bit rate)
- Stima del canale migliorata e utilizzo di un numero inferiore di portanti pilota
- Aumento del 30% nella distanza tra ripetitori di reti a frequenza singola
- Codifica e modulazioni variabili
- Multiplazione flessibile che permetterà più transport stream in contemporanea e un incapsulamento dei pacchetti di protocollo IP (MHP)
- Supporto di tutte le risoluzioni video fino all'8K grazie al codec HEVC
- I ricevitori DVB-T2 dovrebbero essere in grado di ricevere segnali DVB-T, ma non l'opposto, a causa delle grandi differenze a livello hardware.